# Clyde Swendsen

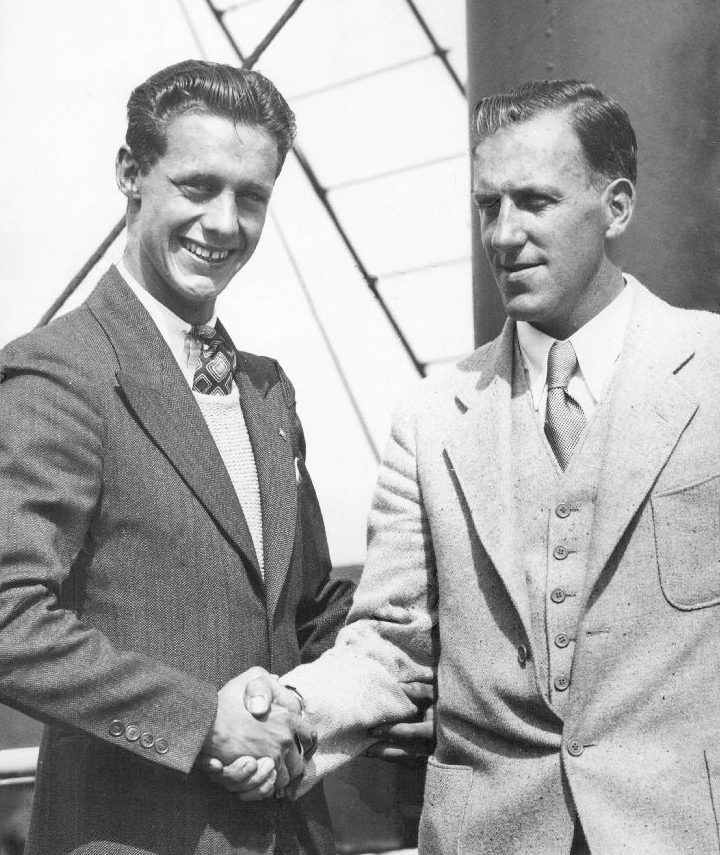
Frank Kurtz (links) und sein Trainer Clyde Swendsen (1931)

Clyde Acle Swendsen (* 25. Mai 1895 in Port Townsend, Washington; † 1. Dezember 1979 in Ventura, Kalifornien) war ein Wasserspringer und Wasserballspieler aus den Vereinigten Staaten, der im Anschluss an seine aktive Laufbahn als Trainer erfolgreich war.

## Karriere
Der in Washington aufgewachsene Swendsen lebte fast sein gesamtes Leben in Los Angeles. 1914 begann er mit dem Wasserspringen und gewann in dieser Sportart drei Meistertitel der Amateur Athletic Union in den Jahren 1918 und 1919.
Bei den Olympischen Spielen 1920 in Antwerpen gab es drei verschiedene Sprungwettbewerbe, die aus Kombinationen von Sprüngen aus verschiedenen Höhen bestanden. Swendsen schied sowohl im einfachen Springen vom Fünfmeterturm und vom Zehnmeterturm als auch im Pflicht- und Kürspringen vom Fünfmeterturm und vom Zehnmeterturm im Vorkampf aus. Clyde Swendsen war 1920 auch Mitglied der Wasserballnationalmannschaft, kam aber in Antwerpen nicht zum Einsatz.
Nach den Olympischen Spielen 1920 wurde Swendsen Trainer beim Los Angeles Athletic Club. Er trainierte die Olympiasiegerinnen Elizabeth Becker-Pinkston und Dorothy Poynton sowie die Olympiasieger Harold Smith und Michael Galitzen. Außerdem betreute er zeitweilig die Springerin Victoria Draves und den Springer Frank Kurtz. Neben den Wasserspringern arbeitete Swendsen als Trainer auch zeitweilig mit den Schwimmern Buster Crabbe und Johnny Weissmüller. Bei den Olympischen Spielen 1932 und 1936 war Swendsen als Trainer der Wasserballnationalmannschaft dabei.
Nach 14 Jahren als Trainer des Los Angeles Athletic Club war Swendsen zeitweilig Trainer an der University of California, Los Angeles und der Hollywood High School. Von 1947 bis 1950 war Swendsen als Nationaltrainer in Guatemala tätig und betreute die Mannschaft bei den Zentralamerika- und Karibikspielen 1950, die in Guatemala-Stadt ausgetragen wurden. 1991 wurde Swendsen als Pionier des Wasserspringens in die International Swimming Hall of Fame (ISHOF) aufgenommen.